# Notholepthyphantes
Notholepthyphantes este un gen de păianjeni din familia Linyphiidae.
Cladograma conform Catalogue of Life:
| Notholepthyphantes | \| \| Notholepthyphantes australis \| \| \| \| \| \| Notholepthyphantes erythrocerus \| \| \| \| |
|                    | \| \| Notholepthyphantes australis \| \| \| \| \| \| Notholepthyphantes erythrocerus \| \| \| \| |
|                    | Notholepthyphantes australis                                                                     |
|                    |                                                                                                  |
|                    | Notholepthyphantes erythrocerus                                                                  |
|                    |                                                                                                  |